# Ceptureni, Mehedinți
Ceptureni este un sat în comuna Ponoarele din județul Mehedinți, Oltenia, România.